# Clarence (Iowa)
Clarence ist eine Kleinstadt (mit dem Status „City“) im Cedar County im US-amerikanischen Bundesstaat Iowa. Das U.S. Census Bureau hat bei der Volkszählung 2020 eine Einwohnerzahl von 1.039 ermittelt.

## Geografie
Clarence liegt im Osten Iowas, rund 60 km nördlich des die Grenze Iowas zu Illinois bildenden Mississippi. Der Schnittpunkt der drei Bundesstaaten Iowa, Illinois und Wisconsin liegt rund 100 km nordnordöstlich von Clarence, die Grenze zu Missouri verläuft rund 200 km südlich.
Die geografischen Koordinaten von Clarence sind 41°53′20″ nördlicher Breite und 91°03′24″ westlicher Länge. Das Stadtgebiet erstreckt sich über eine Fläche von 1,76 km² und liegt in der Dayton Township.
Nachbarorte von Clarence sind Oxford Junction (17,5 km nordöstlich), Toronto (20 km östlich), Lowden (11,96 km ostsüdöstlich), Bennett (23,1 km südöstlich), Tipton (19,4 km südwestlich), Stanwood (8,5 km westlich) und Olin (19,4 km nordwestlich).
Iowa City liegt 65,1 km südwestlich. Die nächstgelegenen Großstädte sind Cedar Rapids (58,6 km westlich), Rochester in Minnesota (325 km nordnordwestlich), die Twin Cities in Minnesota (459 km in der gleichen Richtung), Wisconsins Hauptstadt Madison (244 km nordöstlich), Rockford in Illinois (203 km ostnordöstlich), Chicago in Illinois (307 km östlich), die Quad Cities in Iowa und Illinois (65,3 km südöstlich), St. Louis in Missouri (454 km südlich), Kansas City in Missouri (549 km südwestlich), Iowas Hauptstadt Des Moines (244 km westlich) und Nebraskas größte Stadt Omaha (466 km in der gleichen Richtung).

## Verkehr
Der U. S. Highway 30 führt in West-Ost-Richtung durch Clarence. Alle weiteren Straßen sind untergeordnete Landstraßen, teils unbefestigte Fahrwege sowie innerörtliche Verbindungsstraßen.
Entlang des nördlichen Stadtrandes verläuft eine Eisenbahnlinie für den Frachtverkehr der Union Pacific Railroad (UP).
Der nächste Flughafen ist der Flughafen Cedar Rapids – Eastern Iowa (58,8 km westlich).

## Geschichte
Der Ort wurde 1859 mit dem Bau einer Eisenbahnlinie der damaligen Chicago, Iowa & Nebraska Railroad gegründet. Zuerst trug die Siedlung den Namen Onion Grove, was auf die in der Umgebung wachsenden wilden Zwiebeln zurückging.
Im Jahr 1862 wurde der Ort auf Vorschlag des Geschäftsmannes L. B. Gere nach dessen ursprünglichen Heimatort Clarence im Bundesstaat New York umbenannt.

## Bevölkerung
Nach der Volkszählung im Jahr 2010 lebten in Clarence 974 Menschen in 418 Haushalten. Die Bevölkerungsdichte betrug 553,4 Einwohner pro Quadratkilometer. In den 418 Haushalten lebten statistisch je 2,22 Personen.
Ethnisch betrachtet setzte sich die Bevölkerung zusammen aus 97,8 Prozent Weißen, 0,2 Prozent Afroamerikanern, 0,3 Prozent amerikanischen Ureinwohnern sowie 0,8 Prozent aus anderen ethnischen Gruppen; 0,8 Prozent stammten von zwei oder mehr Ethnien ab. Unabhängig von der ethnischen Zugehörigkeit waren 1,4 Prozent der Bevölkerung spanischer oder lateinamerikanischer Abstammung.
21,7 Prozent der Bevölkerung waren unter 18 Jahre alt, 53,2 Prozent waren zwischen 18 und 64 und 25,1 Prozent waren 65 Jahre oder älter. 55,1 Prozent der Bevölkerung waren weiblich.
Das mittlere jährliche Einkommen eines Haushalts lag bei 43.973 USD. Das Pro-Kopf-Einkommen betrug 23.852 USD. 12,8 Prozent der Einwohner lebten unterhalb der Armutsgrenze.